# Saône-Rhône-Kultur

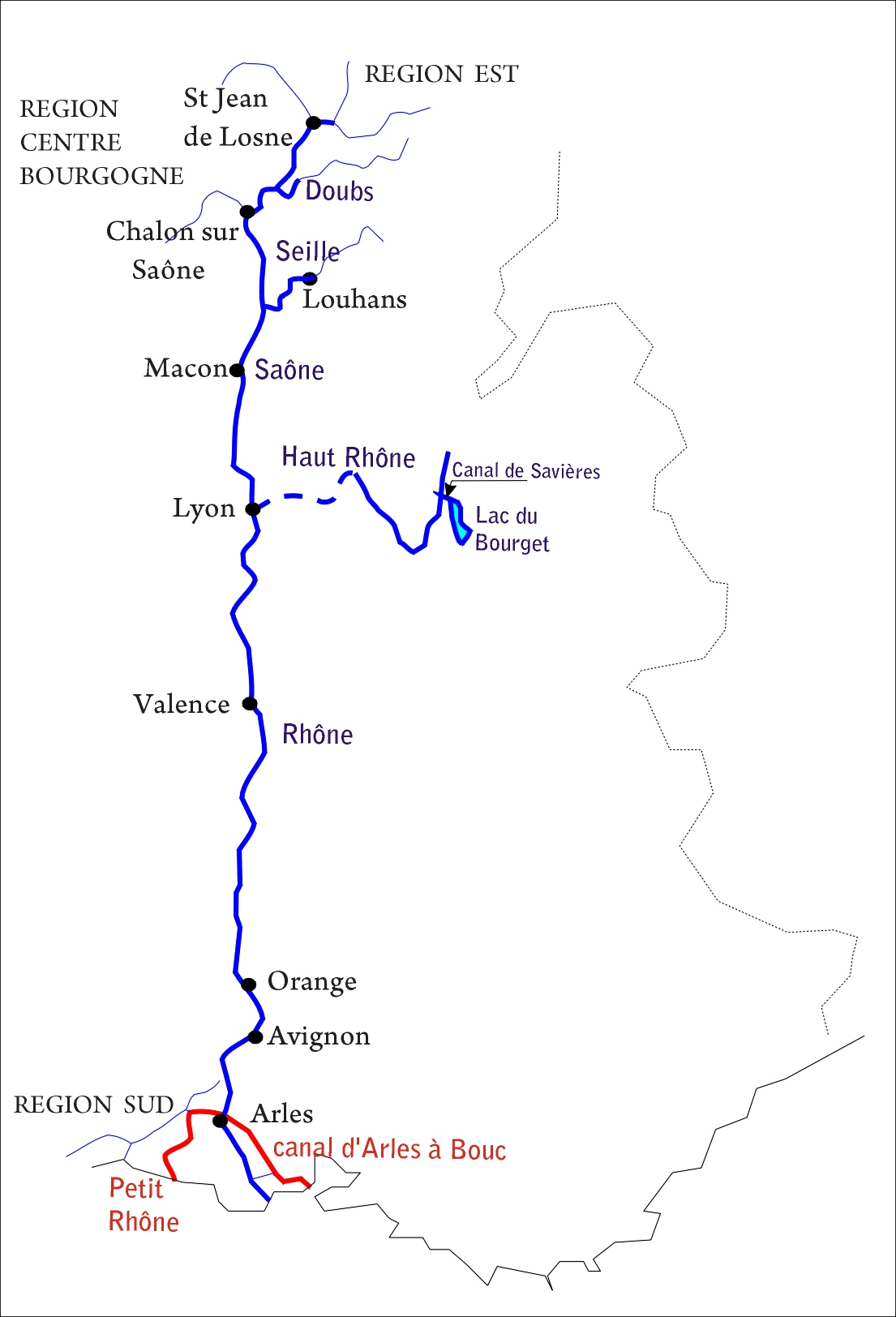
Verbreitungsgebiet

Die spätneolithische frühbronzezeitliche (französisch éolithique final valasian) Saône-Rhône-Kultur (etwa 2800–2400 v. Chr.) war in Ostfrankreich und der Westschweiz verbreitet und wird in verschiedene regionale Gruppen (Saône-, Chalain-, Hochsavoyen und Auvernier-Gruppe) gegliedert. Die Ackerbau und Viehhaltung betreibende Seeuferkultur ist primär aus Hort- und Grabfunden wie den Dolmen von Petit-Chasseur bekannt. 
Funde einer bestimmten Kupfersorte deuten auf eine eigene Metallproduktion. Kontakte zu den schnurkeramischen Becherkulturen (Dolchfund aus Pressigny Feuerstein im Kanton Wallis) und Importe aus der norditalienischen Remedello-Kultur sind belegt. 
Statuenmenhire sind wie die von Petit-Chassuer sind mit gemusterter Kleidung, Doppelspiralschmuck, Gürteln und Dolchen verziert. Typisch ist eine grobe, schwach gebrannte Keramik, deren Leitform das tonnenförmige Gefäß mit breiten Griffknubben ist, sowie schmale Randleistenbeile, trianguläre Dolche und Gewandnadeln mit scheibenförmigem, getriebenem Kopf (aus Bronze).